# Plac Niepodległości w Mińsku
Plac Niepodległości (biał. Пло́шча Незалежнасці, Płošča Niezaležnasci) – centralny i największy plac Mińska, stolicy Białorusi, położony w rejonie moskiewskim w Mińsku (nazwa rejonu administracyjnego w stolicy Białorusi).
Wokół placu znajdują się ważne instytucje: Dom Rządowy, Miński Miejski Komitet Wykonawczy, Białoruski Uniwersytet Państwowy, Białoruski Państwowy Uniwersytet Pedagogiczny im. Maksima Tanka, hotel „Mińsk”, Poczta Główna, zarząd Mińskiego Metra, a także Kościół św. Szymona i św. Heleny zwany Czerwonym Kościołem oraz pomnik Włodzimierza Lenina. W części podziemnej placu znajduje się 3-poziomowe centrum handlowe „Stolica” i 4-poziomowy parking na 500 stanowisk.
Na placu znajduje się wyjście ze stacji metra „Plac Lenina”.
Na placu znajduje się rzeźba „Architekt” autorstwa Uładzimira Żbanaua.

## Historia

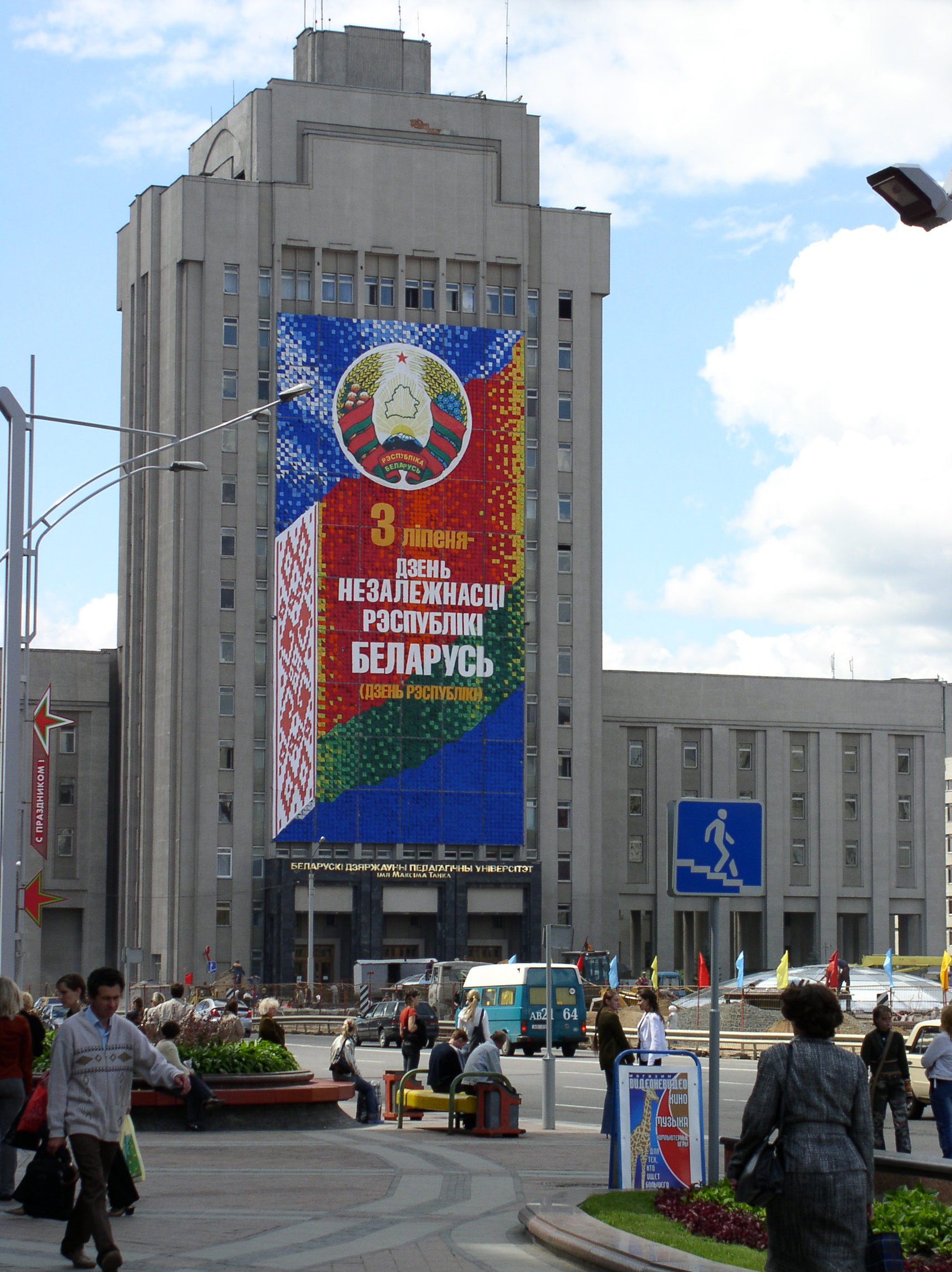
Budynek Białoruskiego Państwowego Uniwersytetu Pedagogicznego na placu Niepodległości

Plac zaczęto zabudowywać na początku lat 30. XX w., według projektu architekta Iosifa Łangbarda, jako główny plac stolicy. Początkowo nosił nazwę placu Lenina. Zbudowano wówczas przy nim Dom Rządowy Białoruskiej SRR wraz ze stojącym przed nim pomnikiem Lenina. Od 1934 na placu zaczęły odbywać się parady Armii Czerwonej.
W czasie niemieckiej okupacji pomnik został zniszczony, jednak odbudowano go w 1945. Dom Rządu i Czerwony Kościół to jedne z niewielu budynków Mińska nie zniszczonych w czasie II wojny światowej.
Po wojnie plac Lenina zabudowywany był według nowego planu generalnego Mińska. Od niego zaczynała się główna ulica stolicy – prospekt Stalina (późniejszy Leniński, Franciszka Skaryny, a obecnie Niepodległości). Jednocześnie funkcję głównego placu miasta przejął plac Centralny, na którym od lat 50. odbywały się parady i demonstracje. W latach 60. plac Lenina przyjął ostateczny kształt prostokąta o bokach 450×160 m, a wokół niego zorganizowano okrężny ruch pojazdów. Znalazły się na nim parking i skwer. Od 1984, wraz z początkiem budowy Pałacu Republiki na placu Październikowym (dawnym Centralnym), plac Lenina znowu stał się miejscem organizowania demonstracji.
W 1991 nazwę placu zmieniono na plac Niepodległości. W latach 2002–2006 plac został przebudowany. Poprawiono ruch samochodowy, a pod ziemią wybudowano centrum handlowe „Stolica” i parking. Część naziemna placu stała się strefą wypoczynku ze świetlno–muzyczną fontanną.